# Fernando Álvares de Queiroz
Fernando Álvares de Queiroz (c. 1350 - 1421), 1.º senhor de Valhelhas, foi um fidalgo do século XIV, que é referido por Fernão Lopes, na sua Crónica de el-rei D. João I, como tendo declinado um convite para ser ele a assassinar o conde de Andeiro.

## Biografia
Nasceu cerca do ano de 1350, dizendo os Nobiliários, nomeadamente o de Felgueiras Gaio, que seria originário da Galiza (Astúrias), filho de Guterre, ou Gonçalo, Bernardo de Quirós (Gutierre Bernaldo de Quirós, señor de Mos), tendo vindo para Portugal no ano de 1378.
(O escritor e genealogista Manuel Abranches de Soveral, porém, discorda da filiação que lhe é dada pelos Nobiliários, e considera a hipótese de Fernando Álvares de Queiroz ser de origem portuguesa e ter usado o sobrenome Queiroz por ser herdeiro e senhor de uma Honra com esse nome).
O que é certo é que Fernando Álvares está documentado num diploma de D. Fernando I, que lhe doou moinhos e outros bens no termo de Alcácer do Sal, a 20 de novembro de 1378.
Posteriormente, já no reinado de D. João I, recebeu a doação do senhorio de Valhelhas, de que foi o 1.º senhor, por carta de 8 de Dezembro de 1385.
Fernão Lopes relata como Fernando Álvares de Queiroz foi abordado pelo Mestre de Avis (o futuro D. João I), por D. João Afonso Telo, 6.º conde de Barcelos e irmão da rainha Leonor Teles, pelo Mestre do Hospital e por Gonçalo Vasques de Azevedo, que lhe propuseram que assassinasse o conde de Andeiro, amante da rainha. A ideia era a de fazer com que quem assumisse o risco de tal ato fosse um fidalgo "ligeiro", para que não se viesse a perder ''um fidalgo de maior estado" (como era o caso dos proponentes).
No entanto, Fernando Álvares, "criado de el-rei, e para muito", a quem sempre "acompanhavam quatro bestas" (sinais de riqueza e estatuto), logo se escusou e declinou a proposta por várias razões, dizendo nomeadamente que:
... por nenhuma guisa faria coisa em que desse desprazer à Rainha, mormente tal como esta, de que era certo que ela haveria assinado nojo. 
Assim, e depois de mais tentativas frustradas no sentido de aliciar outros personagens da corte, seria finalmente o próprio Mestre de Avis quem mataria João Fernandes Andeiro.
Fernando Álvares nunca abandonou, porém, o partido de D. João I durante a crise dinástica de 1383-1385 e seria recompensado pelo novo monarca com o acima referido senhorio de Valhelhas, no final do ano de 1385. 
É o primeiro personagem histórico que está documentado com o sobrenome Queiroz, em Portugal.

## Casamento e descendência
Do seu casamento, cerca de 1375,  com D. Elvira de Castro, teve a seguinte geração:
- João de Queiroz, falecido sem geração em 1423.
- Leonor Álvares de Queiroz (c. 1378 - 1450), Senhora de juro e herdade de Valhelhas em 14 de julho de 1423 (juntamente com o marido), senhorio que lhe foi confirmado em 12 de janeiro de 1435, sendo já viúva. Casou com Vasco Fernandes de Gouveia, senhor de juro e herdade de Almendra e Castelo Melhor; com geração, na qual seguiria o senhorio de Valhelhas e depois também o de Azurara da Beira, além de algumas linhas femininas de descendência, que usaram o sobrenome e as armas dos Queirozes (ver abaixo).[5]
- Maria de Queiroz (falecida depois de 1460), casada com Afonso Anes; com descendência, nomeadamente nos senhores da quinta do Outeiro, na paróquia de São Veríssimo de Amarante (que passaria, por casamento, para os morgados de Mateus e depois condes de Vila Real),[6][7] nos Marqueses da Foz,[6] nos senhores da casa e capela dos Coimbras,[8] nos Morgados e senhores do Solar de Santo António de Favaios,[3] etc.